# Apogonia vossi
Apogonia vossi är en skalbaggsart som beskrevs av Frey 1964. Apogonia vossi ingår i släktet Apogonia och familjen Melolonthidae. Inga underarter finns listade i Catalogue of Life.